# Parataygetis interrupta
Parataygetis interrupta är en fjärilsart som beskrevs av Gustav Weymer 1911. Parataygetis interrupta ingår i släktet Parataygetis och familjen praktfjärilar. Inga underarter finns listade i Catalogue of Life.